# Once Upon a Time in China
Once Upon a Time in China è un film del 1991 diretto da Tsui Hark.
Primo film di una lunga saga, è ispirato alla vita del medico e maestro di arti marziali Wong Fei-hung.
Il film, considerato tra i migliori del filone delle arti marziali, ebbe un grande successo e fece conoscere Jet Li anche in Occidente.

## Trama
Nella Cina dell'Ottocento, il maestro Wong Fei-hung si trova in mezzo a una molteplicità di forze volte a schiacciare la sua vita, quella della sua nazione e quella della sua scuola d'armi: infatti il Paese, oltre a essere preda di una diffusa criminalità, è minacciato dalla presenza degli inglesi e degli americani, venuti a sfruttare il momento e a riscuotere tasse.

## Sequel e Serie TV
Dal grande successo del film vennero realizzati cinque sequel ed una serie televisiva:

### Sequel
- Once Upon a Time in China II, diretto da Tsui Hark ed interpretato da Jet Li (1992)
- Once Upon a Time in China III, diretto da Tsui Hark ed interpretato da Jet Li (1993)
- Once Upon a Time in China IV, diretto da Yuen Bun ed interpretato da Vincent Zhao, che sostituisce Jet Li (1993) - inedito in Italia
- L'ultimo combattimento di Wong (Once Upon a Time in China V), diretto da Tsui Hark ed interpretato sempre da Vincent Zhao (1994)
- C'era una volta in Cina e in America (Once Upon a Time in China and America), diretto da Sammo Hung ed interpretato nuovamente da Jet Li (1997)

### Serie TV
Nel 1995 venne realizzata una serie televisiva, intitolata Wong Fei Hung Series.
La serie è ambientata tra gli eventi del quinto e sesto film, e vede il ritorno di Vincent Zhao come protagonista.
La serie è inedita in Italia.

## Riconoscimenti
- 1992 - Hong Kong Award
  - Migliore coreografia d'azione a Cheung Yan, Yuen Shun-yee, Yuen Chia, Yung Liu
  - Miglior regia a Hark Tsui
  - Miglior sceneggiatura a Marco Mak
  - Migliore colonna sonora a James Wong